# Jablonec nad Nisou dolní nádraží
Jablonec nad Nisou dolní nádraží je železniční stanice na území Jablonce nad Nisou, města v Libereckém kraji na severu České republiky. Nachází se v západní části města, při Liberecké ulici, která je zároveň silnicí I/14. Leží v nadmořské výšce 472 m n. m. Ve stanici zastavují vlaky zařazené do integrovaného dopravního systému Libereckého kraje (IDOL). Do rekonstrukce v roce 2015 vlaky stanici neobsluhovaly.

## Historie
Zastávka byla zprovozněna 25. listopadu 1888 s vlastníkem SNDVB (Jihoseveroněmecká spojovací dráha). Měla svou pokladnu, krytý prostor, 2 nástupiště a světelná návěstidla. Za druhé světové války se vystřídaly tři německé názvy, a to název Gablonz (Neisse) Abzweigung (1938–1939), poté Gablonz (Neisse)-Brandl (1939) a naposledy byla přejmenována na Gablonz (Neisse)-Brandl Reichsbahnhof (1939–1945). Po válce se jmenovala Jablonec nad Nisou odbočka státní nádraží až do roku 1951. Od tohoto roku se užívá současný název Jablonec nad Nisou dolní nádraží. Ostatní koleje i nástupiště byly postupně sneseny. Od roku 2015 je ve stanici nainstalován informační systém INISS.

## Popis
Železniční areál leží při jihovýchodní straně ulice, naproti němu za domy po opačné straně ulice protéká Lužická Nisa. Stanice je jednokolejná a prochází tudy železniční trať označovaná číslem 036 spojující Liberec s Tanvaldem a Harrachovem. Při severozápadní straně od kolejiště je zbudována patrová staniční budova. Stanice nezajišťuje odbavení cestujících a přístup na nástupiště není bezbariérový.

## Budoucí plány nádražní budovy
Správa železniční dopravní cesty (SŽDC), už dostala žádost města k posouzení. Objekt nádraží jde zatím „do zápůjčky“ a samotný prodej potrvá několik let.